# Ciszewo (województwo wielkopolskie)
Ciszewo – osada w Polsce, w województwie wielkopolskim, w powiecie chodzieskim, w gminie Chodzież.
Do 2023 miejscowość była częścią wsi Milcz.
W latach 1975–1998 miejscowość administracyjnie należała do województwa pilskiego.
Wieś w sołectwie Milcz – zobacz jednostki pomocnicze gminy Chodzież w  BIP.

## Urodzeni w Ciszewie
W Ciszewie urodził się Kazimierz Mystkowski – poseł na Sejm.